# Torneo WTA de Gstaad 2017
El Ladies Championship Gstaad 2017 fue un torneo de tenis femenino jugado en pistas de tierra batida. Fue la 25ª edición del Campeonato de Damas Gstaad (pero la segunda desde 1994), es parte de la categoría WTA International de 2017. Se llevó a cabo en Roy Emerson Arena en Gstaad, Suiza, del 17 de julio hasta el 23 de julio de 2017.

## Cabezas de serie

### Individual femenino
| Tenista           | Ranking | Preclasificada |
| Caroline Garcia   | 22      | 1              |
| Kiki Bertens      | 24      | 2              |
| Anett Kontaveit   | 37      | 3              |
| Johanna Larsson   | 53      | 4              |
| Annika Beck       | 43      | 5              |
| Carina Witthöft   | 65      | 6              |
| Viktorija Golubic | 73      | 7              |
| Evgeniya Rodina   | 80      | 8              |

- Ranking del 3 de julio de 2017

### Dobles femenino
| Tenista                             | Ranking | Preclasificada |
| Kiki Bertens Johanna Larsson        | 61      | 1              |
| Nicole Melichar Anna Smith          | 107     | 2              |
| Viktorija Golubic Nina Stojanović   | 152     | 3              |
| Irina Khromacheva Aleksandra Krunić | 163     | 4              |

## Campeonas

### Individual femenino
Kiki Bertens venció a  Anett Kontaveit por 6-4, 3-6, 6-1

### Dobles femenino
Kiki Bertens /  Johanna Larsson vencieron a  Viktorija Golubic /  Nina Stojanović por 7-6(4), 4-6, [10-7]